# KHD PMZ 122 R
Die Type KHD PMZ 122 waren zweiachsige Diesellokomotiven mit Stangenantrieb, die für den leichten Rangierdienst konzipiert wurden. Sie wurden ab 1929 von Klöckner-Humboldt-Deutz (KHD) gebaut und bei verschiedenen Privatbahnen in Deutschland und Europa eingesetzt.
Möglicherweise sind nur sechs Lokomotiven hergestellt worden, nur von einer gibt es Daten von der Herstellung bis zur Ausmusterung.

## Entwicklung
Nachdem 1925 die erste Verbrennungslokomotive mit einem Dieselmotor ausgeliefert wurde, stellte KHD im gleichen Jahr ein Typenprogramm für Feldbahn- und Rangierlokomotiven mit stehendem Zweitakt-Dieselmotor auf. Die Bezeichnung der Lokomotive leitete sich aus der Motorbezeichnung ab; PMZ 122R bedeuten: Motorreihe P = Zweitakt-Dieselmotor, M = wassergekühlt, Z = Zweizylindermotor, 1 = Entwicklungsstufe 1 des Motors, 22 = Kolbenhub des Motors in cm, R = regelspurige Rangierlok.
Die einzige bekannte Lokomotive der Reihe ist die bei der Westfälischen Landes-Eisenbahn eingesetzte DL1. Geliefert wurden jeweils ein Fahrzeug an die städtischen Bahnen in Köln, die Adlerwerke, die städtische Straßenreinigung in Köln und an eine Ziegelfabrik in Bocholt. Außerdem wurde eine Lokomotive nach Italien geliefert.

## Technik
Die KHD PMZ 122 ist eine Rangierlokomotive mit Vorbau und dahinterliegendem Führerstand. Die runden Führerstandsfenster waren ein Bauartmerkmal der Lokomotiven von Deutz. Die Lokomotiven wurden für verschiedene Spurweiten zwischen 900 und 1.676 mm geliefert.
Angetrieben wurde die Lokomotive von einem Zweizylinder-Zweitakt-Dieselmotor, der bei 650/min eine Leistung von 33 PS (24 kW) abgab. Die Kraftübertragung sowie die Steuerung von Schalt- und Wendegetriebe erfolgte mechanisch. Vom Getriebeabgang wurde eine unter dem Führerstand liegende Blindwelle mit Zahnrädern und Ketten angetrieben, die wiederum die Kraft über jeweils eine Treib- und Kuppelstange auf die Antriebsräder übertrug.

## Einsatz

### Westfälische Landeseisenbahn DL 1
Die einzig bekannte Lokomotive der Reihe wurde 1930 an eine Ziegelfabrik in Bocholt geliefert. Bevor sie 1935 zur WLE kam, machte sie Zwischenstation bei einer Firma in Soest. Sie war bei den WLE bis 1949 in Lippstadt-Nord beheimatet.
Nach 1949 wurde sie an eine Firma in Sennelager weitergegeben und kam 1954 zu einem Salzbergwerk bei Hannover, wo sie auch ausgemustert wurde.
Nach anderen Quellen soll die Lokomotive bei den Burgdorfer Kreisbahnen stationiert gewesen sein. In den Unterlagen über die Kreisbahnen ist sie nicht aufgeführt. In der Quelle ist als Ausmusterungsdatum 1962 genannt.
Die an die städtischen Bahnen in Köln gelieferte Maschine soll nach kurzer Zeit an den Hersteller zurückgegeben worden sein.